# Myles Connolly
Myles Connolly (* 7. Oktober 1897 in Boston, Massachusetts; † 15. Juli 1964 in Santa Monica, Kalifornien) war ein US-amerikanischer Filmproduzent und Drehbuchautor, der jeweils ein Mal für den Oscar für das beste Originaldrehbuch, den Hugo Award für die beste Dramenpresentation sowie den Preis der Writers Guild of America (WGA Award) für das bestgeschriebene Musical nominiert war.

## Leben
Connolly wurde zunächst bekannt durch sein der nordamerikanischen christlichen Literatur zuzurechnendes Jugendbuch Mr. Blue (1928), in dem er die Geschichte eines modernen Franz von Assisi erzählt. Er begann seine Laufbahn in der Filmwirtschaft Hollywoods als Filmproduzent 1929 bei der von Frank Craven und Richard Rosson inszenierten Filmkomödie The Very Idea mit Frank Craven, Hugh Trevor und Sally Blane in den Hauptrollen. Er produzierte bis 1937 sechzehn weitere Filme und begann 1933 auch seine Arbeit als Drehbuchautor mit dem Drehbuch zu der romantischen Musikfilmkomödie Face in the Sky von Harry Lachman mit Spencer Tracy, Marian Nixon und Stuart Erwin.
Bei der Oscarverleihung 1946 war Connolly für den Oscar für das beste Originaldrehbuch nominiert, und zwar für den unter der Regie von Henry Koster entstandenen Spielfilm Musik für Millionen (Music For Millions, 1944) mit den Hauptdarstellern Margaret O’Brien, José Iturbi und Jimmy Durante.
1951 erhielt er eine Nominierung für den Hugo Award für die beste dramatische Präsentation zusammen Regisseur Henry Koster sowie die weiteren Drehbuchautoren Mary Chase und Oscar Brodney für Mein Freund Harvey (Harvey, 1950) mit James Stewart, Josephine Hull und Peggy Dow.
Zuletzt wurde Connolly, der als Drehbuchautor und Filmproduzent zwischen 1929 und 1956 an der Herstellung von mehr als vierzig Filmen und Fernsehserie beteiligt war, 1952 gemeinsam mit Virginia Van Upp und Liam O’Brien für den Preis der Writers Guild of America (WGA Award) für das bestgeschriebene US-amerikanische Musical nominiert, und zwar für Hochzeitsparade (Here Comes the Groom, 1951) von Frank Capra mit Bing Crosby, Jane Wyman und Alexis Smith in den Hauptrollen.

## Veröffentlichungen
- Mr. Blue, 1928
- The bump on Brannigan’s head, 1950
- Dan England and the noonday devil, 1951
- The reason for Ann, 1953
- Three who ventured, 1958

## Filmografie (Auswahl)
- 1931: Consolation Marriage
- 1941: Tarzans geheimer Schatz (Tarzan's Secret Treasure)
- 1942: Tarzans Abenteuer in New York (Tarzan's New York Adventure)
- 1944: Musik für Millionen (Music For Millions)
- 1946: Bis die Wolken vorüberzieh’n (Till the Clouds Roll By)
- 1947: Tanz ohne Ende (The Unfinished Dance)
- 1948: Der beste Mann (State of Union)
- 1950: Mein Freund Harvey (Harvey)
- 1951: Hochzeitsparade (Here Comes the Groom)
- 1952: My Son John
- 1952: Hans Christian Andersen und die Tänzerin (Hans Christian Andersen)